# لین استیلی
لین تامس استِیلی (به انگلیسی: Layne Thomas Staley) ‏ (۱۹۶۷-۲۰۰۲)، خواننده و ترانه‌سرای گروه گرانج آلیس این چینز بود.
استیلی آلیس این چینز را به همراه جری کنترل (گیتاریست) در سال ۱۹۸۷ در سیاتل بنیان گذاردند. آلیس این چینز بزودی به شهرت جهانی رسید و در ابتدای دههٔ ۹۰ میلادی نام خود را به‌عنوان یکی از گروه‌های پیشرو گرانج مطرح کرد. یکی از جذابیت‌های موسیقی آلیس این چینز جنس صدا و شیوهٔ خواندن استیلی و هم‌آوایی‌هایش با جری کنترل (صدای دوم) بود. او به غیر از آلیس این چینز در اَبَرگروه مَد سیزن و Class of '99 هم عضویت داشت.

## درباره
لین استیلی زادهٔ کرک‌لند سیاتل است. زمانی که هفت ساله بود پدرش «فیل استیلی» از مادرش «نانسی مک‌کالام» طلاق گرفت و او پس از آن توسط مادر و ناپدری‌اش «جیم اِلمِر» نگهداری می‌شد.
استیلی از سنین کودکی استعدادش درزمینهٔ موسیقی را بروز داد و به نواختن درامز روی آورد. در سال‌های نوجوانی با تعدادی از هم‌سالانش به کاور کردن کارهای راک از قبیل بلک سبت و دورز پرداخت و در همین دوره بود که فعالیت‌اش را روی خواندن متمرکز کرد.
او در دوران دبیرستان بیشتر از نام فامیل ناپدری‌اش استفاده می‌کرد و به همین دلیل با نام لین المر هم شناخته شده‌است.
استیلی در سال ۱۹۸۷ با جری کنترل آشنا شد و به‌زودی آن‌ها مشغول به کار روی پروژه‌ای شدند که استیلی از سال‌های دبیرستان ایدهٔ آن را در ذهن داشت. با پیوستن مایک استار (گیتار بیس) و شان کینی (درامز) گروه که در آغاز «Alice N Chains» نام داشت فعالیت‌اش جدی‌تر شد و آن‌ها بزودی نام‌اش را به «Alice in Chains» تغییر دادند.

## مرگ
در ۱۹ آوریل سال ۲۰۰۲ یک زن ناشناس با پلیس تماس گرفت و عنوان کرد حدود ۲ هفته است که هیچ صدایی از آپارتمان استیلی به‌گوش نمی‌رسد.
در پی این تماس پلیس به‌همراه مادر و ناپدری استیلی به منزل او رفتند و پس از ورود به آنجا با جسد بی‌جان او مواجه شدند.
طبق گزارش نشریهٔ «سیاتل ویکلی» در روز ۲۰ آوریل زمانی که مأموران پلیس با شکستن در وارد آپارتمان استیلی شدند با جنازهٔ او مواجه شدند که بر روی نیمکت افتاده بود و نور تلویزیون که روشن مانده بود بر آن می‌تابید. بر روی زمین چند قوطی اسپری رنگ و در فاصله‌ای اندک از آن‌ها مقداری کوکائین دیده می‌شد و کمی آن‌طرف‌تر روی میز قهوه‌خوری دو عدد پایپ قرار داشت. در این گزارش تأکید شده‌است که وزن جنازهٔ استیلی بر اثر سپری شدن مدت طولانی از زمان مرگش به کمتر از ۲۵ کیلوگرم رسیده بود.
در گزارش پزشک قانونی دلیل مرگ استیلی، مصرف مخلوطی از کوکائین و هروئین-که اصطلاحاً اسپیدبال نامیده می‌شود- اعلام شده‌است.

استیلی مدتی قبل از مرگ‌اش در سال ۲۰۰۲ در مصاحبه‌ای دربارهٔ تجربهٔ جدایی والدینش گفته بود: 
دنیای من تبدیل به کابوس شده بود، جایی که سایه‌ها مرا احاطه کرده بودند. من خبری راجع به مرگ پدرم شنیدم اما خانواده‌ام همیشه می‌دانستند که او جای دوری نرفته و همان دور و بر با انواع مواد مخدر سرگرم است. بعد از آن خبر این مسئله همیشه برایم جای تعجب بوده که پدر من کجاست؟ من همیشه برایش ناراحتم و جای خالی‌اش را احساس می‌کنم. او برای مدت پانزده سال بیرون از زندگی من بوده است.
استیلی در همان مصاحبه گفته بود که او فکر می‌کرده اگر روزی یک ستارهٔ مشهور متال شود پدرش برخواهدگشت.